# Indolpium transiens
Indolpium transiens är en spindeldjursart som beskrevs av Beier 1967. Indolpium transiens ingår i släktet Indolpium och familjen Olpiidae. Inga underarter finns listade i Catalogue of Life.